# Caserne d'Artois
Cet article concerne les écuries du comte d'Artois de Versailles. Pour celles de Paris, voir Écuries du comte d'Artois.
La caserne d'Artois est un établissement militaire de la ville de Versailles, en France.

Plan de Versailles de Delagrive (1746) ou l'on voit le « camp des Fainéans »

## Historique
L'emplacement de la caserne d'Artois était situé hors de l'agglomération de la ville de Versailles, dont le périmètre s'arrêtait avant 1773 au niveau de l'hôtel de Limoge, du nom moqueur dont étaient affublées les misérables demeures des ouvriers limousins œuvrant à la construction du château, desservies par la rue de Limoges. En dehors de l'agglomération s'étendait alors un terrain vague affublé du nom de « camp des Fainéants », où « se côtoyaient tous les mal-logés de la ville, manouvriers, maçons, débardeurs, colporteurs mais aussi quelques gueux qui donnèrent mauvaise réputation au quartier ». 
La caserne fut construite sur ce terrain vague entre 1773 et 1776, sous les ordres de l'architecte Chalgrin entre 1773 et 1776 (catalogue des Archives Nationales). Sa vocation initiale était d'être les écuries du comte d'Artois, frère du roi Louis XVI (et futur Charles X de France). 
Après la Révolution, ces bâtiments sont transformés en une caserne pouvant loger 333 hommes de cavalerie, 530 hommes d’infanterie, et possédant des écuries pour 224 chevaux. Au mois de novembre 1823, une ordonnance royale y positionna une école d’application de cavalerie et une école de trompette. Ces deux écoles furent placées à la caserne d’Artois, où elles ne restèrent qu’une année : une nouvelle ordonnance royale, du 11 novembre 1824, transféra les deux écoles à Saumur.
Les façades sur rues sont inscrites comme monument historique par arrêté du 23 mars 1927.